# Redukcja (chemia)
Redukcja, elektronacja – proces, w trakcie którego atom lub ich grupa przechodzi z wyższego stopnia utlenienia na niższy.
Każdej redukcji musi towarzyszyć utlenienie. Łącznie takie procesy nazywa się reakcjami redoks.
Redukcja związków metali zawartych w ich rudach jest podstawową przemysłową metodą otrzymywania wielu metali. Przeprowadza się ją na przykład za pomocą węgla (→ wielki piec) lub w procesie aluminotermii. Redukcja zachodzi także na katodzie podczas elektrolizy, co wykorzystywane jest między innymi do otrzymywania reaktywnych metali, w tym glinu (→ proces Halla-Heroulta) i sodu.
- Redukcja tlenku żelaza(III) tlenkiem węgla (powstałym w wyniku półspalania węgla):

Fe2O3 + 3CO → 2Fe + 3CO2
- Elektrolityczna redukcja kriolitu; reakcja katodowa:

AlF63− + 3 e → Al + 6F−
Silnymi środkami redukującymi są wodór, metale alkaliczne, wodorki metali, krzemowodory, borowodory, siarczki.
W chemii organicznej daną reakcję nazywa się reakcją redukcji, gdy struktury głównego substratu i głównego produktu różnią się tylko tym, że jedna grupa lub pojedynczy atom zmniejszył w jej wyniku swój stopień utlenienia, kosztem utlenienia prostego związku (zwanego w tym przypadku środkiem redukującym).